# Essertines-en-Donzy
Pour les articles homonymes, voir Essertines.
Essertines-en-Donzy est une commune française située dans le département de la Loire en région Rhône-Alpes.

## Géographie

### Localisation
Commune rurale de montagne située dans le Massif central, Essertines-en-Donzy fait partie du Forez.
La commune est distante de 34 km de Montbrison, sa sous-préfecture, et 57 km de sa préfecture, Saint-Étienne. Elle est située à 11 kilomètres à l'est de Feurs.
| Panissières |                     | Chambost-Longessaigne Rhône |
|             | Essertines-en-Donzy |                             |
| Jas         |                     | Saint-Martin-Lestra         |

### Géologie et relief
La commune est classée en zone de sismicité 2, correspondant à une sismicité faible.

### Hydrographie
Le système hydrographique de la commune se compose de :
- La Loise[6], longue de 24,8 km, affluent de la Loire, et ses affluents : 
  - Les Granges,  long de 9,2 km[7].
  - Le Vernailles,  long de 2,9 km[8].
  - Un cours d‘eau (non nommé),  long de 0,8 km[9].

### Climat
Pour des articles plus généraux, voir Climat d'Auvergne-Rhône-Alpes et Climat de la Loire.
En 2010, le climat de la commune est de type climat des marges montargnardes, selon une étude du Centre national de la recherche scientifique s'appuyant sur une série de données couvrant la période 1971-2000. En 2020, Météo-France publie une typologie des climats de la France métropolitaine dans laquelle la commune est exposée à un climat de montagne ou de marges de montagne et est dans la région climatique Nord-est du Massif Central, caractérisée par une pluviométrie annuelle de 800 à 1 200 mm, bien répartie dans l’année.
Pour la période 1971-2000, la température annuelle moyenne est de 10,1 °C, avec une amplitude thermique annuelle de 16,3 °C. Le cumul annuel moyen de précipitations est de 803 mm, avec 9,4 jours de précipitations en janvier et 7,3 jours en juillet. Pour la période 1991-2020, la température moyenne annuelle observée sur la station météorologique de Météo-France la plus proche, « Feurs », sur la commune de Feurs à 9 km à vol d'oiseau, est de 12,1 °C et le cumul annuel moyen de précipitations est de 650,3 mm,. Pour l'avenir, les paramètres climatiques de la commune estimés pour 2050 selon différents scénarios d'émission de gaz à effet de serre sont consultables sur un site dédié publié par Météo-France en novembre 2022.

## Urbanisme

### Typologie
Au 1er janvier 2024, Essertines-en-Donzy est catégorisée commune rurale à habitat dispersé, selon la nouvelle grille communale de densité à sept niveaux définie par l'Insee en 2022.
Elle est située hors unité urbaine et hors attraction des villes,.

### Occupation des sols
L'occupation des sols de la commune, telle qu'elle ressort de la base de données européenne d’occupation biophysique des sols Corine Land Cover (CLC), est marquée par l'importance des territoires agricoles (94,9 % en 2018), en diminution par rapport à 1990 (98,6 %). La répartition détaillée en 2018 est la suivante : 
prairies (58,9 %), zones agricoles hétérogènes (31,7 %), terres arables (4,3 %), zones urbanisées (3,7 %), forêts (1,4 %). L'évolution de l’occupation des sols de la commune et de ses infrastructures peut être observée sur les différentes représentations cartographiques du territoire : la carte de Cassini (XVIIIe siècle), la carte d'état-major (1820-1866) et les cartes ou photos aériennes de l'IGN pour la période actuelle (1950 à aujourd'hui).

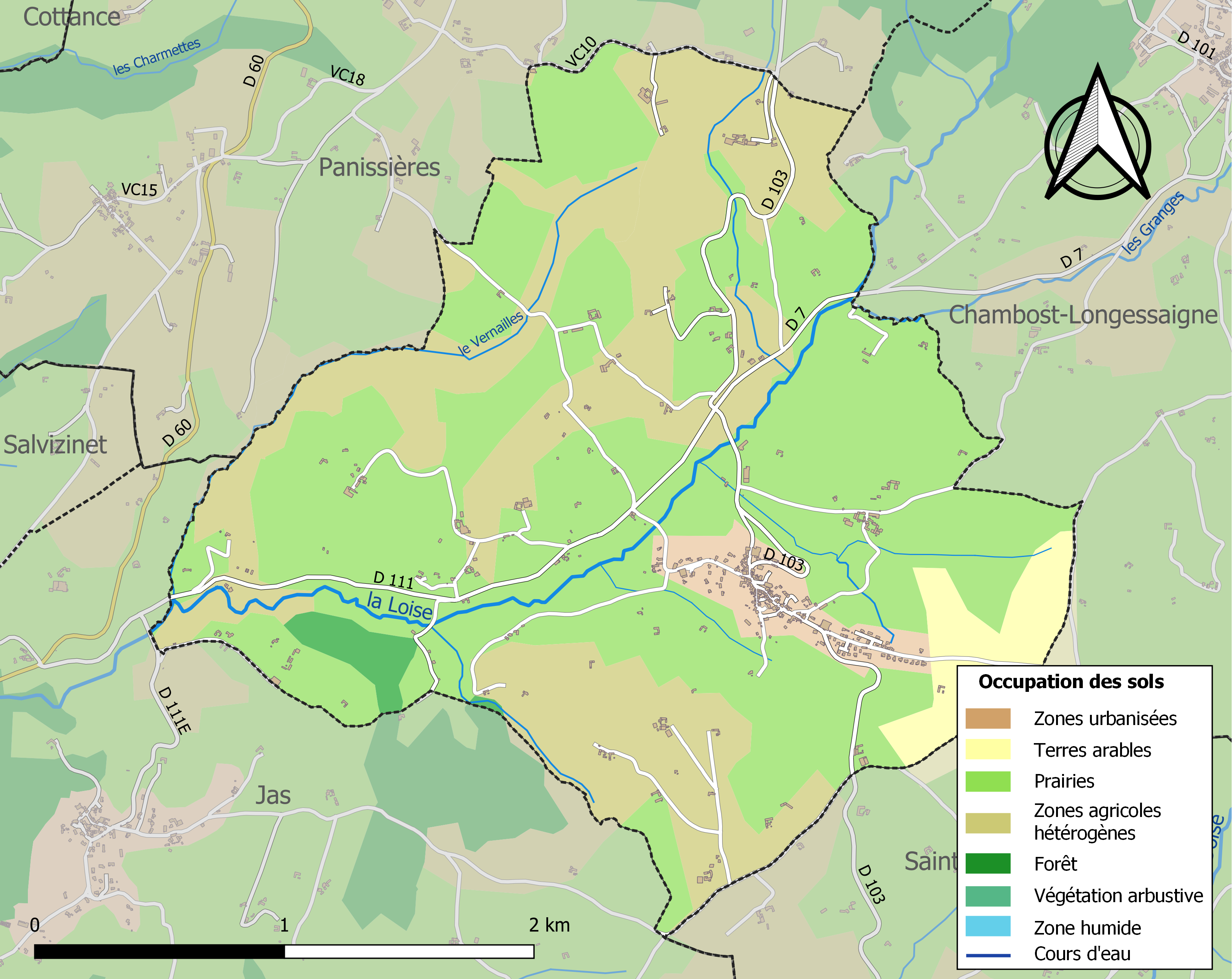
Carte des infrastructures et de l'occupation des sols de la commune en 2018 (CLC).

### Logement
En 2013, le nombre total de logements dans la commune était de 237.
Parmi ces logements, 84,6 % étaient des résidences principales, 11,9 % des résidences secondaires et 3,4 % des logements vacants.
La part des ménages propriétaires de leur résidence principale s’élevait à 76,2 %.

## Toponymie
"Donzy" dérive de "Dominiacum" (littéralement "la terre appartenant au seigneur") indique qu'Esserines faisait partie du domaine comtale (avec Salt, Sainte-Agathe et Rozier).

## Politique et administration
| Période                                  | Période  | Identité        | Étiquette | Qualité |
| ---------------------------------------- | -------- | --------------- | --------- | ------- |
| Les données manquantes sont à compléter. |          |                 |           |         |
| mars 2001                                | En cours | Christian Faure |           |         |

## Démographie
L'évolution du nombre d'habitants est connue à travers les recensements de la population effectués dans la commune depuis 1793. Pour les communes de moins de 10 000 habitants, une enquête de recensement portant sur toute la population est réalisée tous les cinq ans, les populations de référence des années intermédiaires étant quant à elles estimées par interpolation ou extrapolation. Pour la commune, le premier recensement exhaustif entrant dans le cadre du nouveau dispositif a été réalisé en 2006.

En 2022, la commune comptait 479 habitants, en évolution de −2,04 % par rapport à 2016 (Loire : +1,32 %, France hors Mayotte : +2,11 %).
| 1793 | 1800 | 1806 | 1821 | 1831 | 1836 | 1841 | 1846 | 1851 |
| ---- | ---- | ---- | ---- | ---- | ---- | ---- | ---- | ---- |
| 550  | 521  | 565  | 591  | 659  | 709  | 768  | 850  | 816  |

| 1856 | 1861 | 1866 | 1872 | 1876 | 1881 | 1886 | 1891 | 1896 |
| ---- | ---- | ---- | ---- | ---- | ---- | ---- | ---- | ---- |
| 805  | 784  | 833  | 771  | 807  | 839  | 768  | 730  | 728  |

| 1901 | 1906 | 1911 | 1921 | 1926 | 1931 | 1936 | 1946 | 1954 |
| ---- | ---- | ---- | ---- | ---- | ---- | ---- | ---- | ---- |
| 718  | 676  | 604  | 525  | 557  | 560  | 548  | 535  | 523  |

| 1962 | 1968 | 1975 | 1982 | 1990 | 1999 | 2006 | 2011 | 2016 |
| ---- | ---- | ---- | ---- | ---- | ---- | ---- | ---- | ---- |
| 510  | 495  | 424  | 419  | 397  | 434  | 475  | 496  | 489  |

| 2021 | 2022 | - | - | - | - | - | - | - |
| ---- | ---- | - | - | - | - | - | - | - |
| 484  | 479  | - | - | - | - | - | - | - |

## Économie

### Revenus de la population et fiscalité
Le nombre de ménages fiscaux en 2013 était de 194 et la  médiane du revenu disponible par unité de consommation  de 19 587,10 €.

### Emploi
En 2013, le nombre total d’emploi au lieu de travail était de 78.
Entre 2008 et 2013, la variation de l'emploi total  (taux annuel moyen ) a été de - 2%. En 2013, le taux d’activité de la population âgée de 15 à 64 ans s'élevait à 73,5 % contre un taux de chômage de 5,9 %.

### Entreprises et commerces
En 2015, le nombre d’établissements actifs était de quarante et un dont huit  dans l’agriculture-sylviculture-pêche, quatre dans l'industrie, sept dans la construction, dix-neuf dans le commerce-transports-services divers et trois étaient relatifs au secteur administratif.
Cette même année, cinq entreprises ont été créées  dont quatre  par des Auto-entrepreneurs.

## Culture locale et patrimoine

### Lieux et monuments
- Église Saint Denis construite au XVIIIe siècle et restaurée en 1986, de style néo-gothique.

## Personnalités liées à la commune
- Joseph Colomb (1902-1979), philosophe et théologien français, est né à Essertines-en-Donzy. Il est considéré comme un des grands pionniers de la recherche catéchétique.